# Supersonic Man
Pour plus de détails, voir Fiche technique et Distribution.
Supersonic Man est un film de super-héros italo-espagnol écrit et réalisé par Juan Piquer Simón, sorti en 1979.

## Synopsis
Kronos est un extraterrestre qui a été envoyé sur la Terre pour combattre le crime et le mal. S'établissant à New York, il y devient un super-héros, Supersonic. Il devra faire face au diabolique Dr Gulk, ce dernier ayant décidé de dominer le monde avec son organisation secrète.

## Fiche technique
- Titre original : Supersonic Man
- Réalisation : Juan Piquer Simón
- Scénario : Sebastian Moi et Juan Piquer Simón
- Direction artistique : Francisco Prósper et Emilio Ruiz del Río
- Costumes : Gonzalo Gonzalo
- Photographie : Juan Mariné
- Montage : Pedro del Rey
- Son : Luis Castro et Enrique Molinero
- Musique : Carlos Attias, Juan Luis Izaguirre et Gino Peguri
- Production : Faruk Alatan, Dick Randall et Juan Piquer Simón (délégué)
- Société de production : Almena Films
- Sociétés de distribution : Filmayer (Espagne), Metropolitan FilmExport (France)
- Pays d'origine :  Espagne
- Langue originale : espagnol
- Format : couleur (Eastmancolor) - 1.85 : 1 - Dolby - 35 mm
- Genre : super-héros
- Durée : 88 minutes
- Dates de sortie :
  - Espagne 14 août 1979
  - France novembre 1979 (Paris International Fantastic Film Festival)

## Distribution
- Michael Coby (VF: Jacques Bernard) : Paul
- Cameron Mitchel (VF : Jacques Ebner) : Dr Gulik
- Richard Yesteran : Kronos / Supersonic
- Diana Polakow (VF: Marcelle Lajeunesse) : Patricia Morgan / Gordon
- John Caffarel : Professeur Morgan / Gordon
- Frank Brana (VF: Jacques Garcia) : Peterson
- Javier Cameos : Drunk
- Tito García : George
- Quique Camoiras : le sbire bègue